# Schloss Scharfenberg

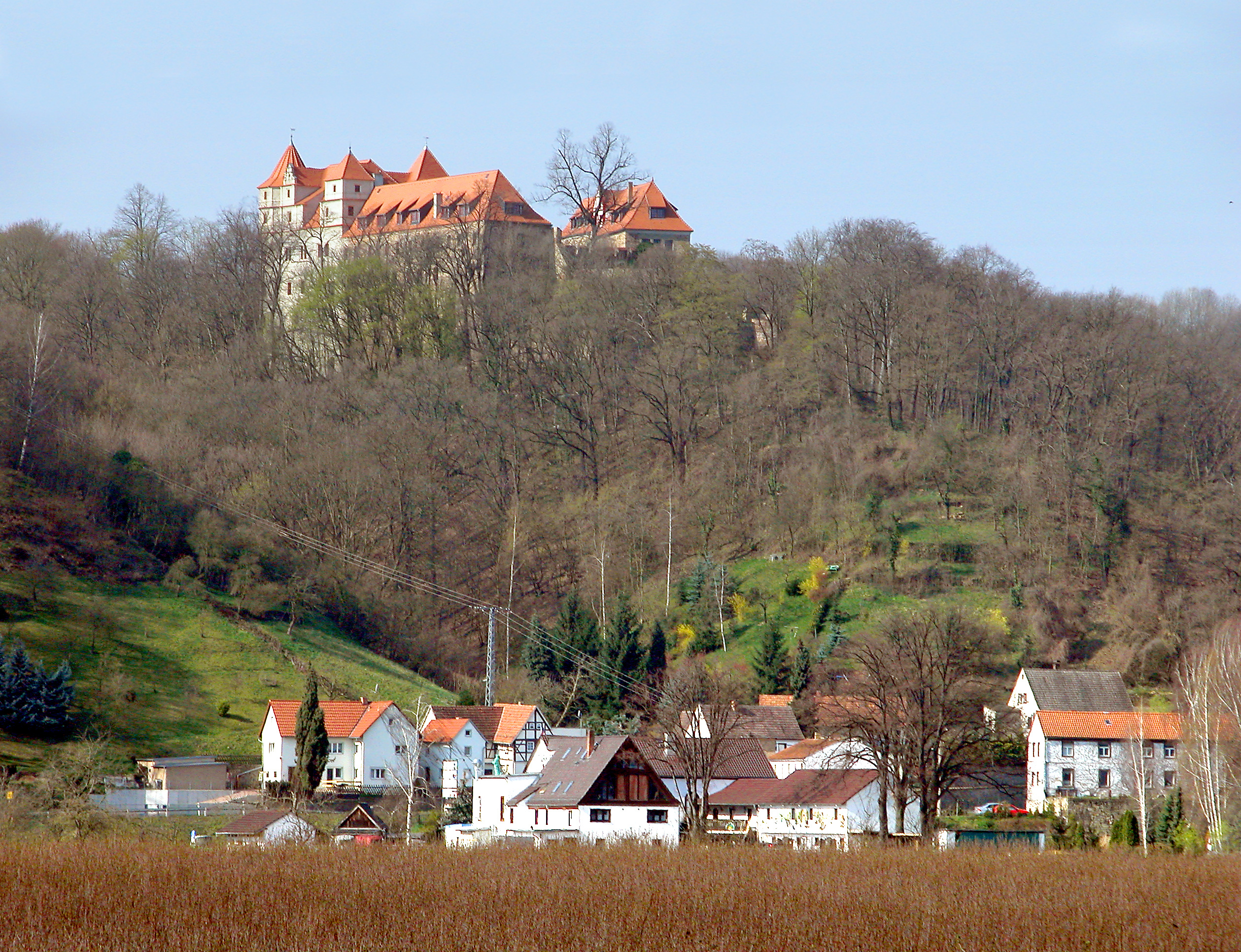
Schloss Scharfenberg, Fernsicht aus dem Elbtal

Schloss Scharfenberg ist eine der typischen im Zuge der Festigung der Herrschaft um 1200 errichteten Burganlagen Sachsens. Sie liegt auf einem Felsvorsprung über dem Elbtal bei Meißen in der Gemarkung Pegenau, die zur nach dem Schloss benannten Ortschaft Scharfenberg in der Gemeinde Klipphausen gehört. Von dem Schloss hat man einen herrlichen Blick auf das Elbtal bei Coswig und auf das Spaargebirge. Das Schloss kann nach Rücksprache besichtigt werden; Gästezimmer und andere Räume werden auch vermietet.

## Lage

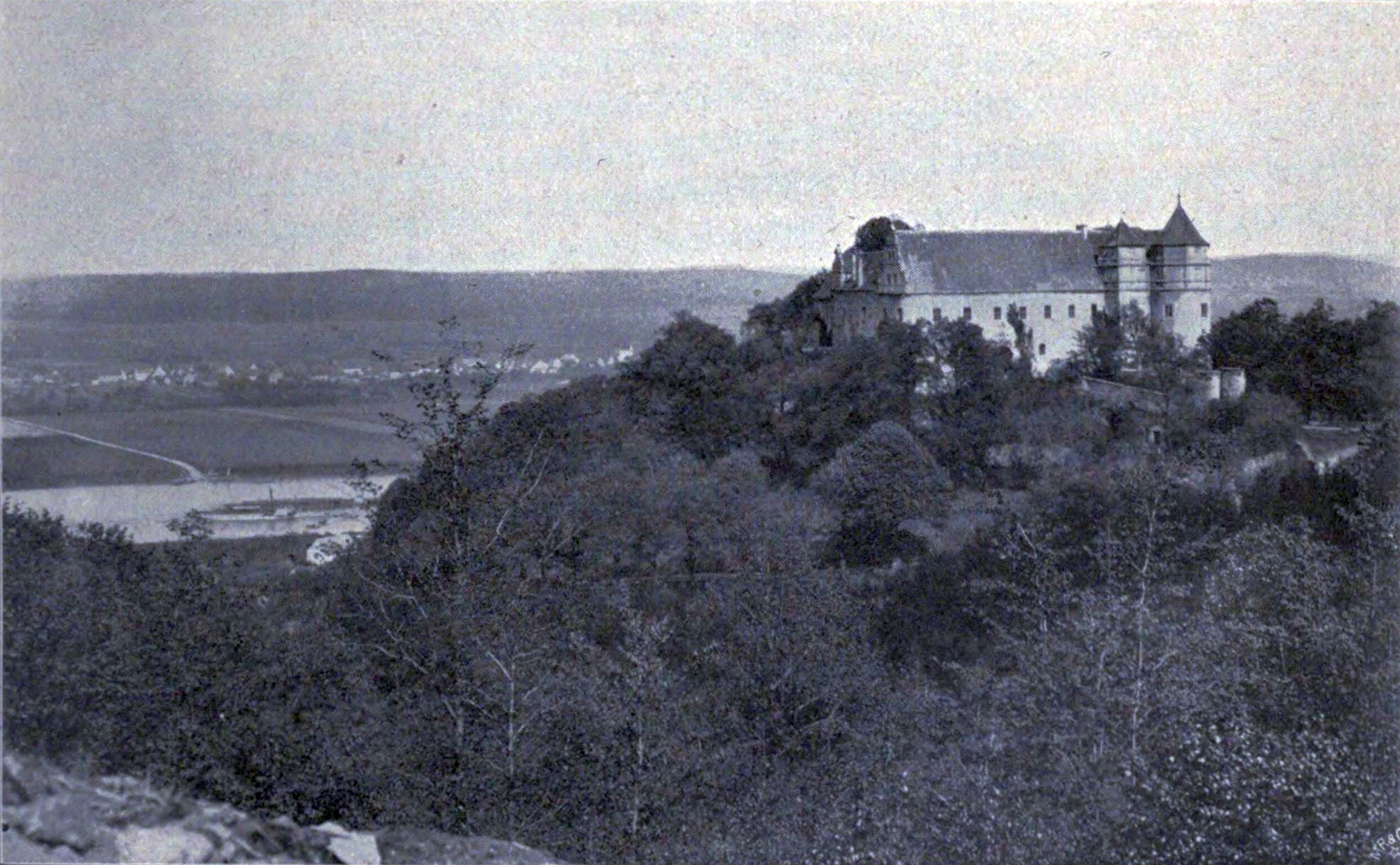
Schloss Scharfenberg und das Elbtal Anfang des 20. Jahrhunderts

Schloss Scharfenberg liegt in der Groß-Gemeinde Klipphausen im unteren Teil des Ortsteiles Scharfenberg und ist  von der B 6 über den Schachtberg zu erreichen. Die Städte Meißen und Dresden befinden sich in unmittelbarer Nähe.

## Geschichte

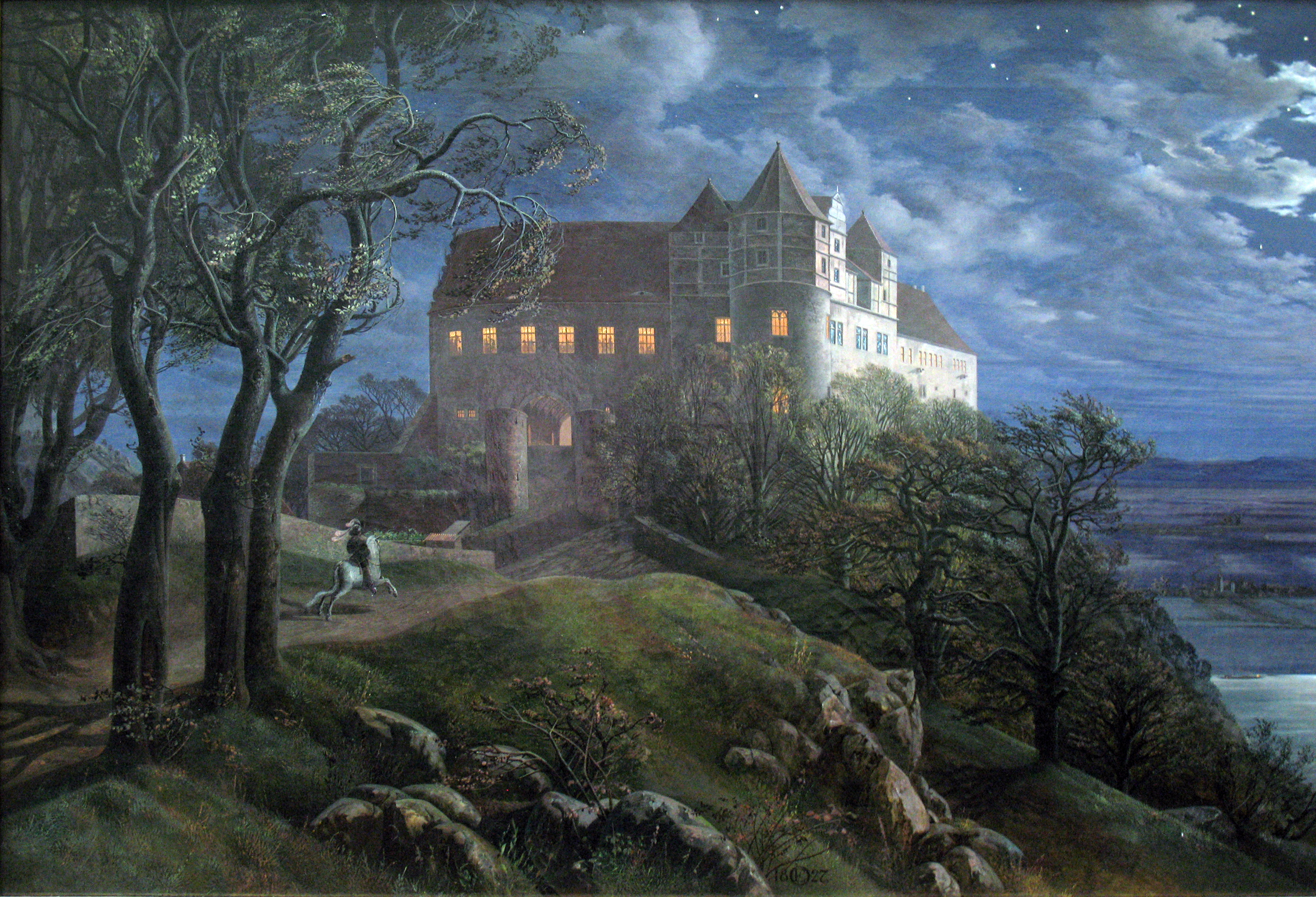
Schloss Scharfenberg, Gemälde von Ernst Ferdinand Oehme, 1827

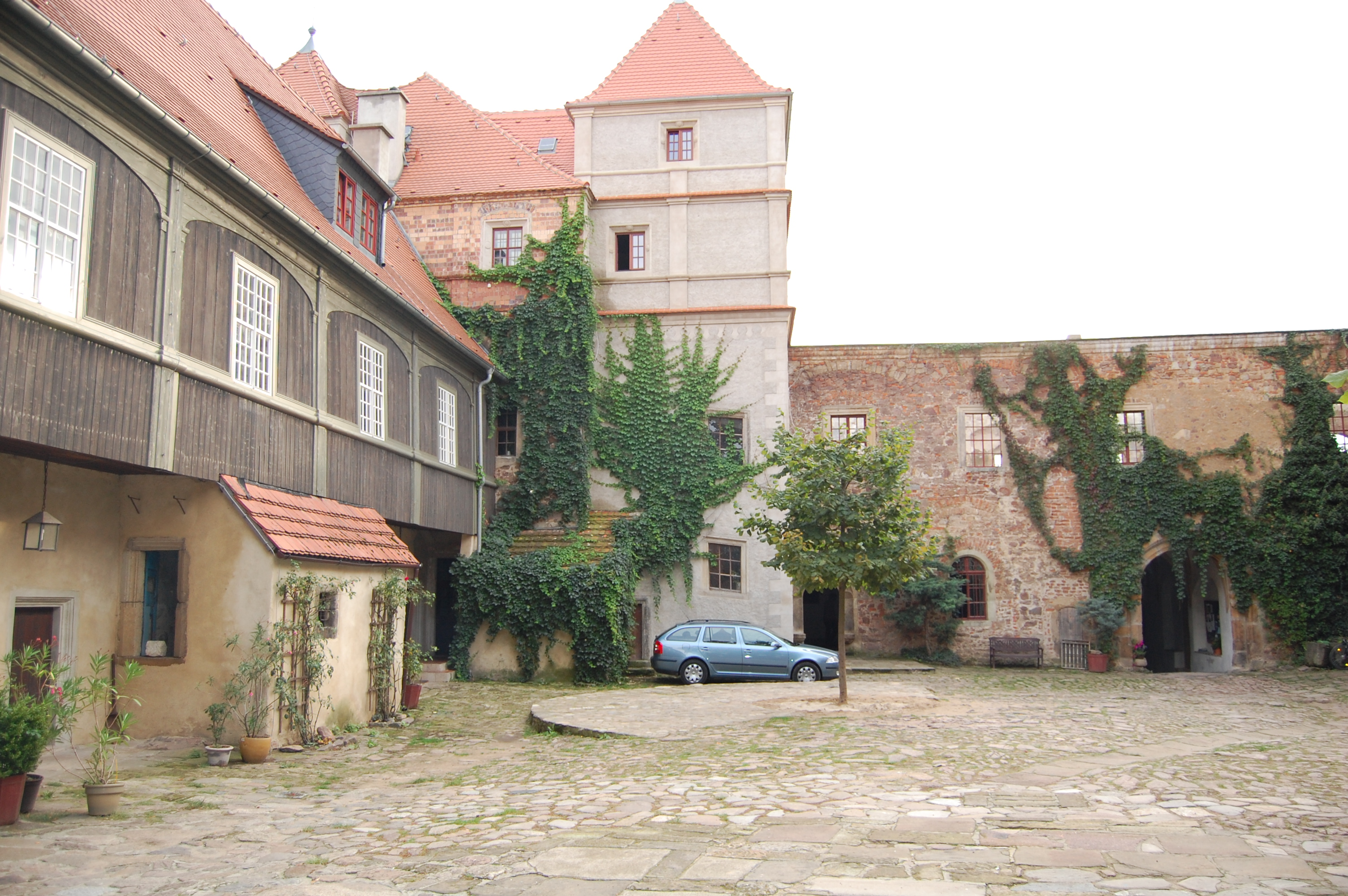
Blick in den Hof

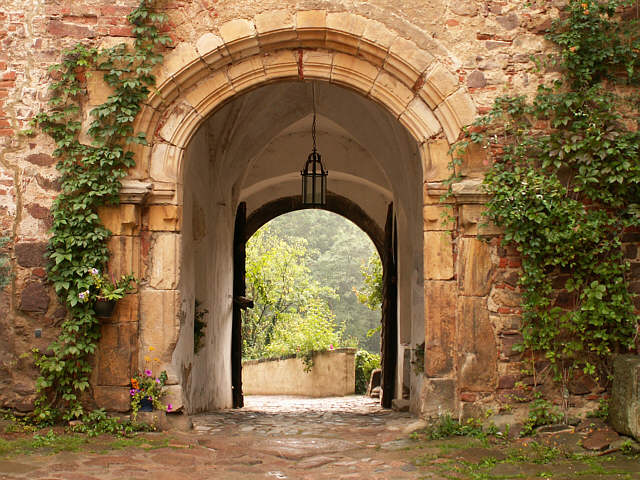
Das spätromanische Eingangsportal im Hof

Gebaut wurde das Schloss im Zuge der deutschen Ostsiedlung in den Jahren um 1200, wie aufgrund umfangreicher archäologischer Grabungen durch Dieter Stuchly zweifelsfrei festgestellt werden konnte. Älteste Bauteile sind Reste der Ringmauer im Nordwesten und im Südwesten (um 1200) sowie der ausgegrabene runde Bergfried (um 1220). Ob das spätromanische Hofportal aus der Zeit um 1200, das seit dem 16. Jahrhundert in sekundärer Verwendung an der Innenseite der Tordurchfahrt angebracht ist, vom Scharfenberg selbst stammt (Palasportal) oder von einem nahegelegenen Sakralbau (vermutet wurde Kloster Heilig Kreuz elbabwärts bei Meißen), lässt sich nicht mehr feststellen.
Der Name Scharfenberg ist ein typischer Burgenname, der nichts mit den im 13. Jahrhundert bezeugten Silbergruben zu tun hat, wie aufgrund mangelnden namenkundlichen Forschungsstandes im 19. Jh. zunächst vermutet worden ist. Zur Grundherrschaft Scharfenberg gehörte auch das benachbarte Reppnitz. Die angebliche Burggründung durch König Heinrich den Vogler († 2. Juli 936) im Jahre 938 ist eine gelehrte Erfindung des 19. Jahrhunderts. Urkundlich erwähnt wurde das Schloss das erste Mal im Jahre 1227. Scharfenberg war zunächst im Besitz der Meißner Bischöfe; im Jahr 1390 ist Bernhard von Maltitz bezeugt und 1403 Dietrich von Miltitz.
Von 1403 bis 1941 war sie im Besitz derer von Miltitz. Im Dreißigjährigen Krieg wurde die Burg durch die Schweden erobert und teilweise zerstört. Danach wurde sie im Renaissancestil umgebaut. 1706 im Großen Nordischen Krieg wurde das Schloss nochmals vergeblich von den Schweden belagert. 1783 brannte das elbseitige Palais ab. Auch das bergseitige Palais ist nur als Ruine erhalten.
Im ersten Viertel des 19. Jahrhunderts wurde Schloss Scharfenberg durch die kunstliebende Familie von Miltitz (mit Dietrich von Miltitz und Karl Borromäus von Miltitz) zu einem Zentrum der Romantik (als sogenannter „Scharfenberger Kreis“), u. a. mit Christian Gottfried Körner, Friedrich de la Motte Fouqué, Johann August Apel und E.T.A. Hoffmann. Schloss Scharfenberg war wegen seiner wildromantischen Lage vor allem für die Maler Ernst Ferdinand Oehme, den Norweger Thomas Fearnley, Johan Christian Clausen Dahl und Caspar David Friedrich geliebtes Motiv.
Nach 1945 wohnten im Schloss Um- und Aussiedler. Danach diente es als Heimatmuseum. In den 1960er und 1970er Jahren wurde das Schloss durch den sporadischen Aufenthalt von Künstlern – Malern, Grafikern und angrenzenden Liebhabern – dadurch gerettet, dass sie ihre kunstsinnige Anwesenheit nutzten, das Schloss vor dem endgültigen Verfall zu bewahren. Mit Hilfe vom Kulturbund der DDR richteten die Künstler kleine Ausstellungen für Besucher und Kunstliebhaber ein. In den Räumen konnten über 40 Radierungen von Andreas Garn und historische Tasteninstrumente vom Musikinstrumentenbauer Jürgen Ammer besichtigt werden. Etliche dieser Künstler haben einen Ruf über die regionalen Grenzen hinaus, so Achim Freyer, Emil Nolde, Achim Heym, Andreas Reinhardt, Karl-Heinz-Schäfer, Otto Walcha u. a. Das Schloss hat sie zu unzähligen Landschaftsbildern animiert. Kunst- und Kulturschaffende, -kenner und -liebhaber trafen sich hier zu Festen, Wanderungen, Gesprächen.
Ein Flügel des Schlosses diente bis 1990 der Zivilverteidigung der DDR als geheimes Depot für Medikamente, Lebensmittel u. a. Reserven bei einem ABC-Angriff.
Das Schloss befindet sich heute in Besitz von Gert Leo Lippold.
Lippold erwarb 1997 das inzwischen zur Ruine verkommene Anwesen von der Erbengemeinschaft Reichel. Sanierung und Ausbau zum Schlosshotel 2000–2005. Kulturveranstaltungen (Herbststurm), Konzerte und Lesungen, mit Alissa Walser, Tilman Jens, Martin Walser, Harald Welzer, Jakob Augstein, Hartmut Rosa, Volker Weiß, Durs Grünbein etc. haben Schloss Scharfenberg über die Landesgrenzen hinaus bekannt und beliebt gemacht. Lippold lebt auf Schloss Scharfenberg und engagiert sich für Kultur, Demokratie, Natur- und Landschaftsschutz.